# Гагаме Фені
Гагаме Фені (англ. Gagame Feni; нар. 21 серпня 1992, Соломонові Острови) — футболіст Соломонових Островів, нападник «Косси».

## Клубна кар'єра
У 18-річному віці прибув до «Кентербері Юнайтед», у складі якого провів 15 матчів та відзначився 2-ма голами, що викликало інтерес «Вайтакере Юнайтед», який вирішив викупити його контракт на сезон 2011/12 років. У 2012 році повернувся на Соломонові острови, де виступав за «Соломон Ворріорз». У 2015 році перейшов до «Вестерн Юнайтед», а в 2016 році — до папуаського «Хекарі Юнайтед», хоча того ж року повернеться до «Вестерн Юнайтед». У 2017 році знову повернувся до «Соломон Ворріорз». З 2019 по 2020 рік виступав за «Сува», «Гелексі» та «Логу Юнайтед». З 2021 року захищає кольори «Косси».

## Кар'єра в збірній
Отримав виклик до національної збірної Соломонових Островів для участі в Кубку націй ОФК 2016.

## Статистика виступів

### Клубна
Станом на 20 жовтня 2019
Кубок: Кубковий турнір Футбольної асоціації Фіджі, Міжокружний чемпіоншип, Битва гігантів та Чемпіон проти чемпіона
| Клуб    | Сезон   | Ліга               | Ліга  | Ліга | Кубок | Кубок | Конт. кубок | Конт. кубок | Інші  | Інші | Загалом | Загалом |
| Клуб    | Сезон   | Дивізіон           | Матчі | Голи | Матчі | Голи  | Матчі       | Голи        | Матчі | Голи | Матчі   | Голи    |
| ------- | ------- | ------------------ | ----- | ---- | ----- | ----- | ----------- | ----------- | ----- | ---- | ------- | ------- |
| «Сува»  | 2019    | Прем'єр-ліга Фіджі | 10    | 2    | 15    | 10    | 0           | 0           | 0     | 0    | 25      | 12      |
| Загалом | Загалом | Загалом            | 10    | 2    | 15    | 10    | 0           | 0           | 0     | 0    | 25      | 12      |

### У збірній

#### Забиті м'ячі
Рахунок та результат збірної Соломонових Островів у таблиці вказано на першому місці.
| №   | Дата          | Місце                                               | Суперник           | Рахунок | Результат | Змагання                     |
| --- | ------------- | --------------------------------------------------- | ------------------ | ------- | --------- | ---------------------------- |
| 1.  | 2 грудня 2017 | Муніципальний стадіон Порт-Віли, Порт-Віла, Вануату | Тонга              | 5–0     | 8–0       | Міні Тихоокеанські ігри 2017 |
| 2.  | 2 грудня 2017 | Муніципальний стадіон Порт-Віли, Порт-Віла, Вануату | Тонга              | 7–0     | 8–0       | Міні Тихоокеанські ігри 2017 |
| 3.  | 9 грудня 2017 | Муніципальний стадіон Порт-Віли, Порт-Віла, Вануату | Тувалу             | 4–0     | 6–0       | Міні Тихоокеанські ігри 2017 |
| 4.  | 8 червня 2019 | Національний стадіон, Калланг, Сінгапур             | Сінгапур           | 1–1     | 3–4       | Товариський матч             |
| 5.  | 8 липня 2019  | Національний футбольний стадіон, Апіа, Самоа        | Тувалу             | 1–0     | 13–0      | Тихоокеанські ігри 2019      |
| 6.  | 8 липня 2019  | Національний футбольний стадіон, Апіа, Самоа        | Тувалу             | 2–0     | 13–0      | Тихоокеанські ігри 2019      |
| 7.  | 8 липня 2019  | Національний футбольний стадіон, Апіа, Самоа        | Тувалу             | 3–0     | 13–0      | Тихоокеанські ігри 2019      |
| 8.  | 8 липня 2019  | Національний футбольний стадіон, Апіа, Самоа        | Тувалу             | 6–0     | 13–0      | Тихоокеанські ігри 2019      |
| 9.  | 8 липня 2019  | Національний футбольний стадіон, Апіа, Самоа        | Тувалу             | 11–0    | 13–0      | Тихоокеанські ігри 2019      |
| 10. | 15 липня 2019 | Національний футбольний стадіон, Апіа, Самоа        | Американське Самоа | 1–0     | 13–0      | Тихоокеанські ігри 2019      |
| 11. | 15 липня 2019 | Національний футбольний стадіон, Апіа, Самоа        | Американське Самоа | 3–0     | 13–0      | Тихоокеанські ігри 2019      |
| 12. | 15 липня 2019 | Національний футбольний стадіон, Апіа, Самоа        | Американське Самоа | 9–0     | 13–0      | Тихоокеанські ігри 2019      |
| 13. | 18 липня 2019 | Національний футбольний стадіон, Апіа, Самоа        | Фіджі              | 2–3     | 4–4       | Тихоокеанські ігри 2019      |

## Досягнення
«Вайтакере Юнайтед»
- АСБ Прем'єршип
  -  Чемпіон (1): 2011/12

«Соломон Ворріорз»
- Чемпіонат Соломонових Островів
  -  Чемпіон (4): 2012, 2013/14, 2017/18, 2018

«Вестерн Юнайтед»
- Чемпіонат Соломонових Островів
  -  Чемпіон (1): 2014/15